# 7,5 cm Leichtgeschütz 40
7,5 cm Leichtgeschütz 40, сокращённо 7,5 cm LG 40 (нем. 75-мм лёгкое орудие 1940 года) — немецкое безоткатное орудие времён Второй мировой войны.

## История
Безоткатные орудия поступили в производство в 1937 году, и их созданием занималась компания «Рейнметалл». Орудия создавались специально для воздушно-десантных войск Германии как наиболее подходящие и эффективные артиллерийские орудия. Конкурентом «Рейнметалла» была фирма «Крупп». Первоначально 75-мм орудие имело индекс LG 1, но затем было изменено на LG 40, чтобы отображать год разработки. Всего за годы войны было выпущено 450 подобных орудий.

## Описание
Все германские безоткатные орудия использовали, как правило, стандартные снаряды калибра 75 мм с некоторым дополнительными модификациями, чтобы избежать отката. Орудие использовало разрывные снаряды от горного орудия 7,5 cm Gebirgsgeschütz 36 и противотанковые снаряды от полевого орудия новой модели 7,5 cm FK 16 nA. Снаряды не подходили для безоткатных орудий, однако у немцев не было времени на разработку специальных снарядов, к тому же подобные снаряды от горных и полевых орудий были легче. Орудие вело огонь со скоростью 8 выстрелов в минуту и поражало объекты на расстоянии почти 7 километров. При подъёме не более 15 градусов вверх орудие могло свободно поворачиваться вокруг оси, на которую было установлено.

## Проблемы при обслуживании
Во время испытаний орудия были выявлены две проблемы. Первая: газ, который высвобождался из-за эффекта Вентури, мог вывести из строя весь механизм стрельбы, однако разработчики успели исправить этот недостаток, и перевооружение не потребовалось. Вторая проблема была гораздо серьёзнее: после того, как было сделано 300 выстрелов из орудия, оно начинало дёргаться и трястись, и таким образом, все достоинства безоткатного орудия пропадали мгновенно. Причиной тому была сила, которая воздействовала на верхнюю часть орудия, поскольку из-за такой нагрузки на стволе образовывались трещины.

## Боевое применение
Первые выстрелы из орудий во время Второй мировой войны раздались во время высадки немцев на Крите: открыла огонь 2-я батарея парашютного артбатальона. Использовали эти орудия как парашютисты люфтваффе, так и войска СС в ходе войны (например, 500-й парашютно-десантный батальон СС задействовал 4 орудия в ходе попытки убийства Иосипа Броза Тито). Также во время боёв за Кавказ горнострелковые части вермахта использовали данное орудие, поскольку оно было легче обычных горных.